# 第12號交響曲 (蕭士塔高維奇)
d小调第12號交响曲，作品112，是俄國作曲家蕭士達高維契的音樂作品。創作於1961年，作曲家將樂曲題獻給已故的蘇聯的第一位領導人列寧。樂曲於10月1日在列寧格勒首演，由列寧格勒愛樂樂團演奏。和以往幾首蕭氏的首演作品一樣，負責指揮的同樣是穆拉文斯基。可是，這首交響曲亦成為蕭士達高維契和穆拉文斯基的最後一次合作，前者於翌年創作了題裁敏感的《第13號交響曲》，穆拉文斯基拒絕擔任首演指揮，雙方的關係自此起便告終。

## 背景
繼蕭士達高維契創作了有「戰爭三部曲」之稱的第7、8、9號交響曲後，他於1958年至1962年期間，亦創作了以革命為題的「革命三部曲」。（即第11、12、13號交響曲）。《第12號交響曲》以描述1917年十月革命為背景，因此這首交響曲亦冠有標題，叫作「1917年」。其實蕭士達高維契在很早期已經有打算為將蘇俄革命事件譜寫交響曲，雖然他年青時已經創作過第2及3號交響曲，但他仍然對這個題裁深感興趣，當中又更以列寧為甚。在他的朋友和學生間都常常提出這個想法，並謂將會是一首“會用上關於列寧的流行歌謠歌詞與旋律”。當經歷過第一次讉責後，蕭士達高維契以保守風格的《第5號交響曲》贏回政府的信任後，蘇共領導、音樂人以致普羅人民都一直期待蕭士達高維契的這一首作品。可是，不論是抱最大期望的《第6號交響曲》和《第9號交響曲》，最終皆不是眾所盼望的《列寧交響曲》。
另一方面，自從斯大林於1953年去世後，赫魯曉夫為首的蘇共領導以較為寬鬆、開放的社會氣氛治國，官方定調的治國方針是「重拾列寧時代的真正社會主義社會」。對曾經受兩次公開譴責的蕭士達高維契來講，這有如嚴冬後的春天，因而更加明白要把握時間和機會去創作他愛創作的交響曲。事實上，1961年亦是他值得紀念的一年，因為12月1日，被他埋藏達25年的早期作品《第4號交響曲》終於重見天日，在莫斯科得以首演，它正正是蕭士達高維契於1936年被第一次譴責時的犧牲品，因此他更明白政治環境的隨時轉變，絕對影響到他的創作事途。結果，雖然沒有加入合唱（倒在後面的《第13號交響曲》再用上了人聲），但《第12號交響曲》就是切切實實題獻給列寧的《列寧交響曲》。
雖然《第12號交響曲》的創作時間比《第11號交響曲》遲三年，但不論是風格、結構、規模以至配器，兩者都非常貼近。在《第12號交響曲》中，不難發現樂句中交雜者《第11號交響曲》的片段。兩首交響曲同樣採用四個樂章連續演奏的模式，但演奏時間上，《第12號交響曲》只需約40分鐘，比《第11號交響曲》少三分之一。

## 評價
《第12號交響曲》無論在結構上和調式上，都和浪漫時期後期的形式非常貼近。四個樂章的調式非常清楚，甚少出現不協調的聲音及和絃，旋律簡單清晰，兼且貫穿整個樂曲，完全符合史大林時代（尤其是日丹諾夫對音樂整治的要求）下所需要的音樂創作模式－縱然當時已經進入較開放的赫魯曉夫時代。另一方面，蕭士達高維契亦加入了蘇共（不論後來的評論指他是不情願地加入還是另有內情），因此，在身份、政治及樂曲需要的情況下，他寫出一首被看來非常保守的樂曲亦不足為奇。
事實上，樂曲在蘇聯境內還算是受歡迎的，但在西方社會卻毀多於讚。當中富有濃厚的政治味道固然是重要的因素，更重要的原因是兩個月後，作曲家埋藏了達25年的《第4號交響曲》終於作出了首演，評論家不免把兩首交響曲作出比較。《第4號交響曲》的創作背景，正好踏著作曲家受史大林於《真理報》的社論攻擊下，仍繼續創作忠於自己的音樂，而具馬勒式的西歐寫作風格配上現代的和絃對位，正正是陷入了蘇共極力打倒的「形式主義」思維，反之，《第12號交響曲》則旨在宣揚蘇聯在二十世紀初期的革命歲月，尤其是經歷史大林的極權統治過後，人民和官方都希望重新尋回列寧時代的社會價值觀，再加上作曲家的人生經歷，使他在中期及中後期的作品，基本上還是依隨較約束的音樂表達手法。最終的結果，是具馬勒風格的《第4號交響曲》戰勝了歌功頌德式的《第12號交響曲》，這也是導致《第12號交響曲》一直以來的上演次數遠比其他交響曲為低的原因。
最近，由於委內瑞拉籍的指揮家杜達美將《第12號交響曲》作為他的常備指揮曲目之一，到各大交響樂團——包括柏林管絃樂團、卡列諾青年管絃樂團等公演，都令這首樂曲重新得到留意。

## 結構
全曲共分為四個樂章，樂章之間不設停頓。
- 第1樂章：「革命在彼得格勒」（列寧格勒的舊稱），中板（Moderato）－快板（Allegro），常變節奏，但以4/4及5/4較多，14分鐘，D小調

由大提琴及低音提琴先奏出廣闊而帶傷感的第一主題，是作為《第11號交響曲》的延續，後來絃樂、木管及銅管樂相繼加入，成為貫穿全首交響曲的重要音樂動機。定音鼓和小鼓的滾奏帶進了快板部份，巴松管吹出第一主題的變奏，及後木管的十六分延伸部份以及絃樂的符點節奏（明顯是取採自《第11號交響曲》第4樂章）也成為另一個貫穿全曲的節奏型，樂曲進入了第一次的高潮，預示另一次革命即將觸發。減弱後大提琴奏出抒情而帶歌唱性的第二主題，小提琴緊接演奏，當全體齊奏時，這抒情旋律亦變成了另一個革命主題，同樣在及後的樂章中可以聽到，第一變奏主題重新出現，氣氛再次變得緊湊。第一主題開頭的動機重新出現，而第二主題亦變為彼得格勒人民爭取革命的號子，木管和絃樂的快音和代表軍隊槍聲的鼓聲互相出現，最後八分音符的連續鼓擊表示沙皇軍隊暫時得到勝利，然而變弱了的第二主題仍不斷的迴盪中，暗示這場革命雖然遇到了鎮壓，但並未因此動搖到革命的決心，這從最後一次由銅管強烈地吹出可以感受到。
- 第2樂章：「拉茲列夫」，緩板（Adagio），4/4為主，11-12分鐘

拉茲列夫位於彼得格勒郊外的湖泊地區，是列寧於布爾什維克革命失敗後躲藏的地方。全曲以三段體曲式所組成，大提琴及低音提琴承接上一個樂章的結尾撥絃（取自第一主題上的其中三個音），奏出以此為變奏的引子（亦可視為第1樂章快板開頭部份的八分音符伴奏樂句的片段）。不斷在整個樂章中出現，圓號吹出A段第一主題，是來自《第11號交響曲》第2樂章中使用過旋律（這旋律亦是選自作品88的其中一自聯篇歌曲），並以一個有如聖詠眾讚調（Chorale）的結尾。絃樂緊接重覆一次。這時大提琴傳來第1樂章中的第二主題作為過場。長笛和單簧管在絃樂長音中作第三次演奏，最後一次則由絃樂配以銅管樂作結束。第1樂章旋律再出現後，由長笛及單簧管在絃樂的襯托下奏出B段的新旋律（由排練編號66起），巴松管及單簧管分別在此的建基上加以變化，然而，當長笛及單簧管再吹出B段旋律時，卻突然變成A段的眾讚調結尾。單簧管縱然在低音區域想延續B段的旋律，但最後都由獨奏長號帶回A段，並由大提琴及低音提琴的重覆，引領至下一樂章。
不少音樂學者在研究這樂章時，都無法理解本樂章的音樂內容和所述的拉茲列夫如何連上關係，不過，卻認為創作手法極富穆索斯基式的寫作手法。
- 第3樂章：「巡洋艦」，快板（Allegro），頭尾為常變節奏，中段以4/4為主，4分鐘

「巡洋艦」是當年十月革命時負責發炮攻擊在冬宮的臨時政府，在整個事件上起重要的作用。
定音鼓和絃樂以前後對應的手法，奏出近乎第2樂章B段的節奏型，營造出寂靜但不穩定的氣氛，及後木管加入時，B段旋律則重新呈現，音量慢慢漸大後卻又沉回。定音鼓再次奏第1樂章結尾時的八分音符連續斷奏，配上鑼及大號的低音區長音下，絃樂撥絃重新呈現，但很快便停止下來。接著中提琴、大提琴和低音提琴奏出如《第7號交響曲》第1樂章中的半音級進警號動機，低音長號及大號奏出增值後的第1樂章第二主題。木管及小提琴慢慢地加進警號行列，聲音越來越尖銳，而低音管樂的主題旋律亦一次比一次堅定，緊接著，定音鼓、大小鼓的強擊打斷了所有主題和警號，全體樂隊以最激昂的姿態（fff聲量）再現第2樂章B段旋律，並以鑼、吊鈸配合每一下炮擊聲。隨著調性由小調變為大調，氣氛由緊張變為雀躍，並帶進下一樂章。
- 第4樂章：「人類的黎明」，中板（Moderato），3/2及3/4為主，10分鐘

近似迴旋曲式的樂章。由圓號所吹奏的第一主題，是由數個下行跳進動機旋律，同樣源自第1樂章第2主題，但亦同時和第2號交響曲中末段合唱部份的銅管樂過場相似，相信作曲家是藉此把兩首交響曲中同樣歌頌列寧的思想串聯起來。這主題再由絃樂、木管樂及小號、長號配合樂隊伴奏先後奏出。
經過銅管的三個音過場後（和第1樂章結尾相同），第1小提琴進行舞曲般的第二旋律。然而中間夾雜著第一旋律的變奏和第1樂章第一主題的片段。及後第一旋律重現，但由圓號、小號弱奏開始，然後是絃樂的中等音量，再來是低音樂器在樂隊的伴奏中，並由定音鼓及絃樂以三個音過場帶進另一段快速的3/4節奏，是全體絃樂的八分音齊奏，再配上木管吹回第1樂章第一主題及第一旋律的片段，並於排練編號112起加入了模仿第2樂章A段主題的變型。整個樂隊之後進入一個結合第1樂章快板段和第一旋律的合成旋律，並以第2樂章的八分音符引子帶至高潮。
稍作停頓後，絃樂奏回全曲最開頭部份，但隨後是將各樂章的主題動機串連和組合起來，成為結尾部份，最後以第2,3樂章中的三度躍進動機作和三個音過場兩個旋律動機互替之下結束。
雖然樂曲的確能夠展現作曲家所設定的標題意思：蘇聯人民在革命成功後對新社會的希望和積極觀。但普遍音樂評論者都覺得，這個樂章不論是從音樂結構、創作層面以及設定標題上，蕭士達高維契所做的，只會令人覺得是可笑和滑稽，亦是標題音樂中最「無聊」的代表作。

## 配器
- 木管樂器：3長笛（第3長笛兼任短笛）、3雙簧管、3單簧管、3巴松管（第3巴松管兼任低音巴松管）
- 銅管樂器：4圓號、3小號、3長號、大號
- 敲擊樂器（共3名樂手）：定音鼓、大鼓、小鼓、鈸、三角鐵、鑼
- 絃樂器：第1小提琴、第2小提琴、中提琴、大提琴、低音提琴

## 外部連結
- 香港已故音樂評論家陳浩才先生談蕭士達高維契《第12號交響曲》